# Bredselet (naturreservat)
Bredselet är ett naturreservat i Lycksele kommun i Västerbottens län.
Området är naturskyddat sedan 2008 och är 299 hektar stort. Reservatet omfattar ett område av Örån där den bildar en smal sjö. Reservatet av består av gamla tallskogar på sedimentmark med aspar närmast vattnet.